# It’s Better If You Don’t Understand
It’s Better If You Don’t Understand (pol. Lepiej jeśli nie zrozumiesz) – pierwszy minialbum amerykańskiego piosenkarza Bruno Marsa. Płytę wydano 11 maja i 11 sierpnia 2010 w Stanach Zjednoczonych, Francji i Wielkiej Brytanii tylko cyfrowo. Album został nagrany na Hawajach oraz w Los Angeles i Kalifornii. Zawiera tylko cztery piosenki, a singlem promującym album jest przebój „The Other Side”, nagrany w duecie z Cee Lo Green i B.o.B. Wideoklip do piosenki został zrealizowany przez Nicka Bilardello i Cameron Duddy. Piosenka zadebiutowała na #99 pozycji w Billboard 200 i na #97 w UK Singles Chart.

## Lista utworów
1. „Somewhere in Brooklyn” – 3:01
2. „The Other Side” (feat. Cee Lo Green & B.o.B) – 3:48
3. „Count on Me” – 3:16
4. „Talking to the Moon” – 3:27